# Copa Presidente de la OFC
La Copa Presidente de la OFC fue un torneo de fútbol de carácter amistoso organizado por la Confederación de Oceanía en el que participan el campeón y subcampeón de la Liga de Campeones de la OFC más cuatro elencos invitados provenientes de la AFC y la Concacaf.
La única edición la ganó el Auckland City neozelandés.

## Historia
La idea surgió en 2013 como manera de darle mayor rodaje a los clubes oceánicos frente a rivales de otras confederaciones. Finalmente, la primera edición tuvo lugar en 2014. Se disputó en Auckland, Nueva Zelanda; e involucró al Auckland City neozelandés y el Amicale vanuatuense, campeón y subcampeón de la Liga de Campeones de la OFC respectivamente; y como elencos invitados al Busaiteen de Baréin, el Bodden Town de las Islas Caimán; y las selecciones de Singapur Sub-23 y Fiyi Sub-20.
Los dos elencos oceánicos accedieron a la final, siendo esta una reedición del partido decisivo de la OFC Champions League 2014. Nuevamente el Auckland City se impuso sobre el Amicale y se quedó con el primer torneo. Por su parte, el Busaiteen quedó tercero al batir a Singapur Sub-23 y el Bodden Town obtuvo el quinto lugar tras vencer a Fiyi Sub-20. Una vez terminada la edición, el torneo nunca volvió a ser disputado.

## Formato
Los seis equipos fueron divididos en dos grupos de tres equipos cada uno. Todos los integrantes de cada grupo se enfrentaron entre sí una sola vez y luego los primeros clasificaron a la final, los segundos al partido por el tercer puesto y los terceros al desempate por el quinto lugar.

## Palmarés
| Temporada     | Campeón                     | Resultado | Subcampeón      | Tercero          | Resultado | Cuarto                   | Sede                   |
| ------------- | --------------------------- | --------- | --------------- | ---------------- | --------- | ------------------------ | ---------------------- |
| 2014 Detalles | Auckland City Nueva Zelanda | 2 - 1     | Amicale Vanuatu | Busaiteen Baréin | 3 - 0     | Singapur Sub-23 Singapur | Auckland Nueva Zelanda |